# Taubenturm Château de Jaure

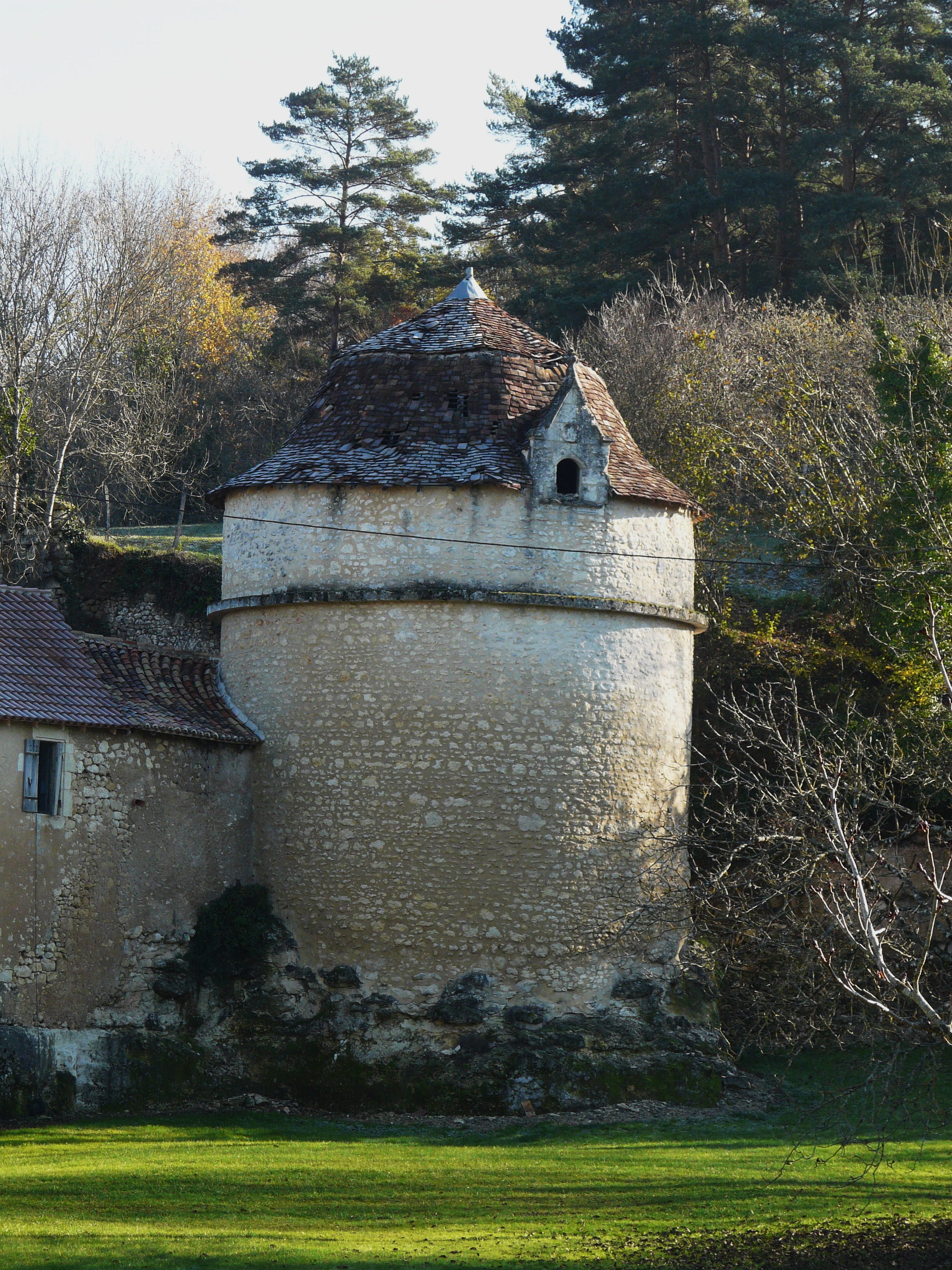
Taubenturm in Jaure

Der Taubenturm (französisch colombier oder pigeonnier) des Château de Jaure in Jaure, einer französischen Gemeinde im Département Dordogne in der Region Nouvelle-Aquitaine, wurde im 15. Jahrhundert errichtet. 
Der runde Taubenturm aus Bruchsteinmauerwerk wird von flachen Ziegeln gedeckt. Beim Brand des Schlosses im 19. Jahrhundert blieb er erhalten.